# Pocałunek śmierci (film 1916)
Pocałunek śmierci (szw. Dödskyssen) – szwedzki film niemy z 1916 roku w reżyserii Victora Sjöströma. Około 30 minut filmu przetrwało w archiwum filmowym Cinémathèque Française.

## Wybrana obsada
- Victor Sjöström – starszy inżynier Weyler / inżynier Lebel
- Albin Lavén – Doktor Monro
- Mathias Taube – Doktor Adell
- Wanda Rothgardt
- Jenny Tschernichin-Larsson – Anna Harper